# Майзелис, Арон Рувимович
Майзелис Арон Рувимович (20 августа 1921, Торопец, Псковская губерния — 28 июля 2005, Санкт-Петербург) — советский и российский математик, педагог.

## Биография
Арон Майзелис родился 20 августа 1921 года в городе Торопец Великолукской области (бывшей Псковской губернии) в семье служащего по заготовке, сплаву и вывозу леса Рувима Ильича и модистки Иохи Шмуйловны. В 1929 году Майзелис с семьёй переехал в Ленинград, где в 1940 году закончил 4-ю полную среднюю школу.
Из-за дистрофии он не был призван в армию и в 1940 году поступил на Математико-механический факультет Ленинградского университета. В марте 1942 года вместе с университетом был эвакуирован из Ленинграда и до марта 1943 года жил в посёлке Подебельская Куйбышевской области.
После излечения болезни, Майзелис в работал помощником счетовода в районном отделении Госбанка, находился на колхозных работах. В марте 1943 года переехал на станцию Безымянка Куйбышевской области, где поступил на работу техником в опытно-опытно-конструкторском отделе авиамоторного завода. После расформирования отдела в октябре 1943 года был переведён в Москву и в ноябре поступил на второй курс «матмеха» МГУ.
В сентябре 1946 года вернулся в Ленинград, восстановился в ЛГУ, и в 1948 году окончил его с отличием. С августа того же года состоял в приёмной комиссии Горного института, с сентября — преподавал там же математику. В 1948—49 годах проходил лечение, после чего начал преподавать математику в старших классах 103-й средней школы Выборгского района.
Преподавал в Ленинградском военном училище связи им. Ленсовета (1950), Ленинградском Нахимовском военно-морском училище (1951—1953). 21-й средней школе Василеостровского района и ряде других учреждений среднего образования (1953—1961), был старшим преподавателем Ленинградского городского института усовершенствования учителей (с 1953).
С осени 1960-го преподавал в математической школе при ЛГУ, с 1961 года — в 38-й физико-математической школе, а после её объединения с физико-математической школой № 30 — там же вплоть до 2001 года.
Отличник народного просвещения (1967), Заслуженный учитель Российской Федерации (1992). Умер 28 июля 2005 года на своей даче.

## Влияние
За 45 лет преподавания Майзелис воспитал несколько поколений школьников, которые впоследствии стали видными учёными, политиками, общественными деятелями и предпринимателями.